# Heinz Stickel

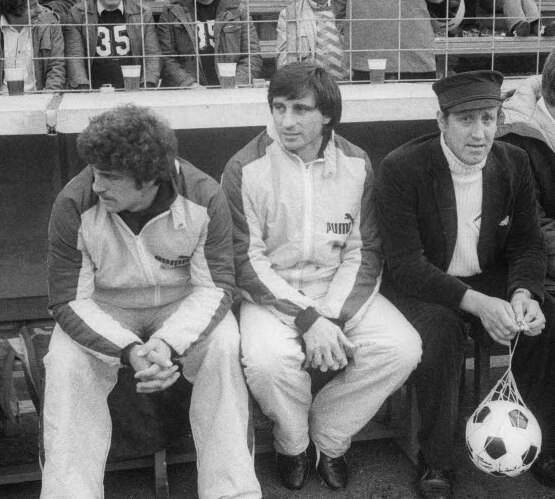
Heinz Stickel (Mitte), 1980

Heinz Stickel (* 9. Mai 1949 in Göppingen; † 15. November 2015 ebenda) war ein deutscher Fußballspieler.

## Werdegang
Im Sommer 1970 wechselte er als 21-Jähriger vom SV 03 Tübingen zum 1. Göppinger SV in die damals zweitklassige Fußball-Regionalliga Süd. Er debütierte in der Saison 1970/71 am Rundenstarttag, den 16. August 1970, beim 4:2-Heimerfolg gegen den FC Schweinfurt 05 in der Regionalliga und zeichnete sich dabei als dreifacher Torschütze aus. An der Seite des herausragenden Angreifers Willi Hoffmann absolvierte er 24 Ligaspiele und erzielte acht Tore. Göppingen konnte mit dem 17. Rang aber nicht die Klasse halten. Von dort ging es 1972 zur Spvgg 07 Ludwigsburg wiederum in die Regionalliga Süd. Ludwigsburg holte noch für die Saison 1972/73 mit Rainer Eisenhardt, Rainer Skrotzki, Peter Rübenach und Hans Mayer weitere Spieler dazu. „Sprinter“ Stickel brachte es unter den Trainern Gunther Baumann und Kurt Sommerlatt auf 25 Ligaeinsätze, in denen er zwölf Tore erzielte. Die Spielvereinigung stieg aber als 16. in die Amateurliga ab.
Der schnelle Flügelflitzer wurde zur Saison 1973/74 vom VfB Stuttgart für die Fußball-Bundesliga verpflichtet. Der VfB belegte unter Trainer Hermann Eppenhoff den neunten Rang und Stickel hatte in 32 Bundesligaspielen 12 Tore erzielt. Als der Verein jedoch zwei Jahre später in die 2. Bundesliga abstieg, wechselte er zum 1. FC Kaiserslautern, wo er noch drei Jahre spielte. Danach wechselte er in die NASL zu den San Diego Sockers, drei Monate später zum französischen AS Nancy. In der Saison 1979/80 kehrte er nach Deutschland zurück und spielte für SV Röchling Völklingen in der 2. Bundesliga Süd. Nach dem Abstieg wechselte er zu Holstein Kiel in die 2. Bundesliga Nord. In der Saison 1981/82 war er als Spielertrainer für den SV 08 Kuppenheim in der Oberliga Baden-Württemberg tätig.
Insgesamt bestritt Stickel 132 Bundesligaspiele, in denen er 24 Tore erzielte. Seinen größten Erfolg hatte er 1976, als er mit Kaiserslautern im DFB-Pokal das Endspiel erreichte.
Zwischenzeitlich fungierte er als Herausgeber des „Sport-Report“, einer Zeitschrift, die in der Umgebung von Göppingen erscheint. Anfang der 1990er Jahre war er kurze Zeit als Trainer beim 1. Göppinger SV aktiv.